# 谢正礼
谢正礼（?—?），五胡十六国时期北凉官员，担任右司马。
谢正礼开始是段业的属官。401年，谢正礼和武卫将军梁中庸等人，共同推举沮渠蒙逊担任大都督、大将军、凉州牧、张掖公，改年号为永安。沮渠蒙逊建立自己的行政机构，任命房晷为左长史、梁中庸为右长史，作为政务官；张骘为左司马、谢正礼为右司马，作为军政官。他升任的人物都被称为贤才，张掖郡的文武官员都非常高兴。